# Das Hunger Projekt
 Das Hunger Projekt ist eine Nichtregierungsorganisation (NGO) zur nachhaltigen Beendigung des weltweiten chronischen Hungers. Es trägt das Spendensiegel des Deutschen Zentralinstituts für soziale Fragen. Das Bundesministerium für wirtschaftliche Zusammenarbeit und Entwicklung (BMZ) hat in die Arbeit des Hunger Projekts investiert und damit zu einem Gesamtergebnis von 836.572 EUR (im Jahr 2021) beigetragen. Weltweit beliefen sich die Investitionen im Jahr 2021 auf insgesamt 24,76 Millionen US-Dollar.

## Das internationale Hunger Projekt
Sitz der internationalen Organisation ist New York City. Gegründet wurde sie im Jahr 1977. Die Organisation hat 250 Angestellte und über 377.000 ehrenamtliche Aktive in 24 Ländern. Westliche Partnerländer, in denen Spenden für die Programmländer gesammelt werden, sind Australien, Kanada, Deutschland, Neuseeland, Schweden, die Schweiz, die Niederlande, Großbritannien und die USA. Der US-amerikanische Charity Navigator gibt der Organisation vier von vier möglichen Sternen.
Die internationale Organisation verleiht einmal im Jahr den Africa Prize for Leadership for the Sustainable End of Hunger.
Im Jahr 2022 erhielt das Hunger Projekt, in Deutschland, finanzielle Unterstützung von etwa 460 Privatpersonen, 20 Unternehmen und 4 Stiftungen sowie staatlichen Zuwendungen.

## Ansatz
Ziel der Organisation ist es, Menschen in Afrika, Lateinamerika und Südasien zu mobilisieren, ihre Lebensbedingungen aus eigener Kraft und selbstbestimmt zu verbessern. Parallel dazu sollen vor Ort Fachkräfte, Regierungsbeamte und andere NGOs eingebunden werden, um gesellschaftspolitische Rahmenbedingungen zu verändern und ein konstruktives Umfeld für die Programme und Initiativen zu schaffen. Ein inhaltlicher Schwerpunkt ist die Stärkung von Frauen und ihrer Rechte.

## Aktivitäten
Die Organisation hatte bis zum Jahr 2008 nach eigenen Angaben mehr als 180.000 Menschen zu ehrenamtlichen Entwicklungstrainern ausgebildet. Der 1982 gegründete deutsche Verein Das Hunger Projekt e. V. (Sitz in Ravensburg) ist Mitglied beim Verband Entwicklungspolitik und Humanitäre Hilfe deutscher Nichtregierungsorganisationen.
Im Jahr 2022 wurden die bereitgestellten Gelder des Hunger Projekts wie folgt genutzt: Der größte Anteil, nämlich 75,71 Prozent, floss in Programmausgaben, die Projektförderung, Projektbegleitung sowie die satzungsgemäße Umsetzung von Kampagnen, Bildungs- und Aufklärungsarbeit umfassten. Ein weiterer Anteil von 7,98 Prozent wurde für Werbung und allgemeine Öffentlichkeitsarbeit verwendet, während 16,31 Prozent für Verwaltungskosten eingesetzt wurden. Diese Aufschlüsselung spiegelt die gezielte Allokation der Mittel wider, um eine effektive Umsetzung der Projekte sowie die Aufrechterhaltung eines transparenten und gut organisierten Betriebs zu gewährleisten.

## Programmländer
In folgenden Ländern führt die Organisation Programme durch:
- Afrika: Benin, Burkina Faso, Äthiopien, Ghana, Malawi, Mosambik, Senegal, Uganda
- Asien: Bangladesch, Indien
- Lateinamerika: Mexiko, Bolivien, Peru

## Öffentliche Kritik
Die Organisation war in der Vergangenheit verschiedener Kritik ausgesetzt:
- Werner Erhard war 1977 einer der Gründer von The Hunger Project in den USA und gehörte bis zu seinem Austritt im Jahr 1990 dem globalen Vorstand an. In dieser Zeit stand die Organisation in Verbindung mit Erhard und dessen Organisation Erhard Seminars Training (est). Die in diesen Seminaren angewandten Methoden zur Persönlichkeitsformung wurden von Sheridan Fenwick mit denen von Scientology verglichen.[5] Für den 1982 gegründeten deutschen Verein Das Hunger Projekt war Erhard nie tätig. Berührungspunkte bestanden anfänglich nur darin, dass Materialien des Hunger Projekts in einigen est-Kursen auslagen und Interessierte sich über das Projekt informieren konnten. Aufgrund der Vorwürfe gegen Werner Erhard hat das Hunger Projekt in Deutschland schon 1988 den Kontakt zu Erhard und seinen Kursen abgebrochen und distanziert sich ausdrücklich von ihm. Seit 1990 besteht auch keine Verbindung mehr zwischen Erhard und dem globalen Hunger Project.[6][7]
- Ein weiterer Vorwurf war der des Versagens bei dem selbst gesetzten Ziel, den Hunger innerhalb von 20 Jahren, also bis zum Jahr 1997, weltweit zu beenden. Dabei blieb unberücksichtigt, dass dieses Ziel bei der Gründung des Vereins angelehnt war an die weltweite politische Agenda, die insbesondere mündete in die  Gründung der Unabhängigen Kommission für Internationale Entwicklungsfragen unter dem deutschen Altkanzler Willi Brandt. Die Erfolge der Kommission waren gering, gelten jedoch rückblickend betrachtet als langfristige Vorläufer der „Commission on global Governance“. Dass ein Verein ein so komplexes Thema wie den weltweiten Hunger zu besiegen, nur im Kontext zu internationalen politischen Bemühungen unterstützen kann, kann nicht als Kritik gewertet werden. Die Existenzberechtigung für Das Hunger Projekt e. V. auf nationaler und internationaler Ebene ist auch im Jahr 2024 größer als jemals zuvor, da es trotz internationaler Zusammenarbeit auf politischer und wirtschaftlicher Ebene bis dato nicht gelungen ist, den Hunger in der Welt zu besiegen, aber jeder Schritt auf diesem Weg ein wichtiger ist, um für Frieden und Gerechtigkeit auf zilivgesellschaftem Level beizutragen. ,[8]